# Gueorgui Guéorgadzé
Gueorgui Guéorgadzé ou Giorgi Giorgadzé est un joueur d'échecs géorgien né le 10 octobre 1964. Grand maître international depuis 1993 et arbitre international, il est président de la fédération géorgienne d'échecs.

## Biographie et carrière
Guéorgadzé a remporté le championnat de la république soviétique de Géorgie en 1982 et 1988. Il finit douzième de la finale du championnat d'URSS d'échecs en 1989.
Après l'indépendance de la Géorgie, il a participé à cinq olympiades d'échecs de 1992 à 2000, remportant la médaille de bronze individuelle au deuxième échiquier lors de l'Olympiade d'échecs de 1996. Il participa au championnat du monde d'échecs par équipes de 2005.
Lors du championnat du monde de la Fédération internationale des échecs 1997-1998, il battit Étienne Bacrot au premier tour avant d'être éliminé par Michael Adams (futur finaliste de la compétition) au deuxième tour.